# Гамберд (Вісконсин)
Гамберд (англ. Humbird) — переписна місцевість (CDP) в США, в окрузі Кларк штату Вісконсин. Населення — 254 особи (2020).

## Географія
Гамберд розташований за координатами 44°31′46″ пн. ш. 90°53′10″ зх. д. / 44.52944° пн. ш. 90.88611° зх. д. (44.529487, -90.885992).  За даними Бюро перепису населення США в 2010 році переписна місцевість мала площу 2,94 км², уся площа — суходіл.

## Демографія
Згідно з переписом 2010 року, у переписній місцевості мешкало 266 осіб у 96 домогосподарствах у складі 69 родин. Густота населення становила 90 осіб/км².  Було 109 помешкань (37/км²).
Расовий склад населення:
| - 98,1 % — білих - 0,8 % — корінних американців |

До двох чи більше рас належало 0,8 %. Частка іспаномовних становила 0,8 % від усіх жителів.
За віковим діапазоном населення розподілялося таким чином: 26,7 % — особи молодші 18 років, 59,4 % — особи у віці 18—64 років, 13,9 % — особи у віці 65 років та старші. Медіана віку мешканця становила 36,0 року. На 100 осіб жіночої статі у переписній місцевості припадало 118,0 чоловіків;  на 100 жінок у віці від 18 років та старших — 112,0 чоловіків також старших 18 років.
Середній дохід на одне домашнє господарство  становив 45 864 долари США (медіана — 41 563), а середній дохід на одну сім'ю — 52 370 доларів (медіана — 44 375). Медіана доходів становила 48 125 доларів для чоловіків та 27 857 доларів для жінок. За межею бідності перебувало 9,6 % осіб, у тому числі 0,0 % дітей у віці до 18 років та 7,3 % осіб у віці 65 років та старших.
Цивільне працевлаштоване населення становило 96 осіб. Основні галузі зайнятості: виробництво — 32,3 %, мистецтво, розваги та відпочинок — 26,0 %, роздрібна торгівля — 15,6 %, транспорт — 9,4 %.